# Ommatius depressus
Ommatius depressus là một loài ruồi trong họ Asilidae. Ommatius depressus được Scarbrough miêu tả năm 2002. Loài này phân bố ở vùng Tân nhiệt đới.